# Enicurus ruficapillus
El torrentero capirrufo (Enicurus ruficapillus) es una especie de ave paseriforme de la familia Muscicapidae nativa del sudeste asiático.

## Distribución y hábitat
Se encontra en la península malaya, Sumatra y Borneo, distribuido en los siguientes países: Brunéi, Indonesia, Malasia y Tailandia.
Su hábitat natural son los ríos de los bosques tropicales de las tierras bajas. Está amenazada por pérdida de hábitat.